# Ashby (Minnesota)
Ashby es una ciudad ubicada en el condado de Grant en el estado estadounidense de Minnesota. En el Censo de 2010 tenía una población de 446 habitantes y una densidad poblacional de 294,87 personas por km².

## Geografía
Ashby se encuentra ubicada en las coordenadas 46°5′35″N 95°48′56″O / 46.09306, -95.81556. Según la Oficina del Censo de los Estados Unidos, Ashby tiene una superficie total de 1.51 km², de la cual 1.41 km² corresponden a tierra firme y (6.51%) 0.1 km² es agua.

## Demografía
Según el censo de 2010, había 446 personas residiendo en Ashby. La densidad de población era de 294,87 hab./km². De los 446 habitantes, Ashby estaba compuesto por el 95.29% blancos, el 1.79% eran afroamericanos, el 0% eran amerindios, el 0.45% eran asiáticos, el 0% eran isleños del Pacífico, el 0.22% eran de otras razas y el 2.24% pertenecían a dos o más razas. Del total de la población el 1.12% eran hispanos o latinos de cualquier raza.

### Evolución demográfica
| 1890 | 1900 | 1910 | 1920 | 1930 | 1940 | 1950 | 1960 | 1970 | 1980 | 1990 | 2000 | 2010 | est. 2015 |
| ---- | ---- | ---- | ---- | ---- | ---- | ---- | ---- | ---- | ---- | ---- | ---- | ---- | --------- |
| 231  | 279  | 334  | 388  | 358  | 384  | 443  | 426  | 415  | 486  | 469  | 472  | 446  | 431       |

## Localidades adyacentes
El diagrama siguiente presenta las localidades en un  radio de 24 km alrededor de Ashby.